# グレゴリー・マウンテン・プロダクツ
グレゴリー・マウンテン・プロダクツ（Gregory Mountain Products）は、アメリカ合衆国カリフォルニア州にあるアウトドアや登山用のバックパックを製造する企業である。

## 概要
世界的なクライマーとして有名だったウェイン・グレゴリー（Wayne Gregory）は、市販の様々なパックを使用したがいずれにも不満を感じたため、1970年に自らデザインした「グレゴリー・パック」を作った。これは内部フレームを持ち、体のサイズを測って製造されるという非常に画期的なものであった。
その後、グレゴリー・パックと同じシステムを持つ「コンプリート・ウォーカーII」をコリン・フレッチャーが絶賛して世間の注目を集め、究極のバッグとして高い評価を受けるようになった。
1977年にウェイン・グレゴリーと妻スージーの2人で、バックパック専門の会社となるグレゴリー・マウンテン・プロダクツをカリフォルニア州サンディエゴに設立した。
2014年6月19日、サムソナイトとの間で、グレゴリーの買収に関することを合意した。

## ビアンキのホルスターM-12
アメリカ合衆国の有名なホルスターメーカーであるビアンキのホルスターは、75年間モデルチェンジされていなかった名品だったが、グレゴリーが関わり30万ドルの巨費を投じ、新型の「M-12」が開発された。